# Polyscias mauritiana
Polyscias mauritiana là một loài thực vật thuộc họ Araliaceae. Đây là loài đặc hữu của Mauritius.